# Історія Еквадору
Давні люди оселились на території сучасного Еквадору понад 8 тис. років тому.
Як і історію інших Латиноамериканських країн, історію Еквадору можна поділити на 5 великих періодів:

## Доколумбовий період
За археологічними даними першими людьми на території сучасного Еквадору були індіанці, які в період близько 8—5 тис. рр. до н. е. прийшли сюди з півночі. Вони займалися полюванням, збиральством та рибальством. Також у них були зародки землеробства. Близько 4 тис. років до н. е. в них з'явилась кераміка. Наприкінці 1 тис. до н. е. індіанці Еквадору навчились виплавляти металеві вироби, зокрема з міді та золота.
У 10—15 століттях існувала держава Кіту; або культура Кара-Кіту; яка була завойована державою інків Перу Тауантінсую. Інки проклали дорогу від Куско до Кіто, яке виконувало в імперії інків функції регіональної столиці. У цей же час на півдні Еквадору мешкав народ каньярі.

## Завоювання іспанцями
Іспанці вперше з'явилися на території Еквадору у 1526 році. У 1532 — 1535 роках територія Еквадору була в основному завойована іспанськими конкістадорами· Опір їм чинив інкський полководець Руміньяві.

## Колоніальний період
Іспанці в Еквадорі створили провінцію Кіто; яка входила до складу віцекоролівства Перу. У 1563 році створена Королівська аудієнсія Кіто; яка у 1739 році приєднана до Віцекоролівства Нова Гранада.

## Війна за незалежність
10 серпня 1809 року спалахнуло повстання проти влади Іспанії; була створена урядова хунта; яка управляла провінцією Кіто до грудня 1812 року· Після цього Іспанія відновила свою владу· У 1822 році територія провінції Кіто була звільнена від влади Іспанії військами держави Велика Колумбія на чолі з Сімоном Боліваром і ввійшла до її складу.

## Республіканський період
Незалежність від Великої Колумбії Еквадор здобув у 1830 році. 13 травня було проголошено незалежність Еквадору, а 22 вересня 1830 він був проголошений Республікою Еквадор. Першим президентом став генерал Хуан Хосе Флорес. У 1852 році було скасоване рабство на території Еквадору. Після тривалої кровопролитної громадянської війни до влади прийшли у 1895 році ліберали на чолі з генералом Елоєм Альфаро. Протягом 19-20 століть тягнулася довга суперечка з Перу за території в Амазонії (Перуансько-еквадорська війна).
Після довгого періоду нестабільності чергувалися ліберальний і консервативний уряди до військового перевороту в 1963 році, коли до влади прийшла військова хунта. У 1982 в країні було оголошено надзвичайний стан через страйки та демонстрації. У 1984-1988 роках президентом був Леон Фебрес-Кордеро, обраний на виборах 1984 року.
Сіксто Дюран Баллен у 1992 був обраний президентом замість Родріго Борхе Севаллоса. У 1998 році остаточно врегульовано прикордонний конфлікт з Перу. 2 квітня 2017 року у другому турі президентських виборів переміг віцепрезидент Еквадору Ленін Морено.

### Дострокові президентські вибори (2023)
Дострокові президентські вибори в Еквадорі мають відбутися 20 серпня 2023 року. Згідно повідомлення агентства Reuters, голосування відбудеться на тлі високого рівня злочинності в південноамериканській країні, де різко зросли випадки насильства і вбивств у містах і в'язницях, в чому Лассо (чинний на даний час президент Еквадору) неодноразово звинувачував банди наркоторговців.
9 серпня 2023 року, після завершення політичного мітингу, що відбувся в Колізеї коледжу Андерсон у Кіто, трьома пострілами в голову було вбито Фернандо Вільявісенсіо Валенсію, кандидата в президенти від руху Construye. Крім того, під час нападу на кандидата в президенти було поранено 8  учасників мітингу.